# Congress Shall Make No Law...
Albums de Frank Zappa
Greasy Love Songs
(2010) Hammersmith Odeon
(2010)
Congress Shall Make No Law... est un album posthume de Frank Zappa sorti le 19 septembre 2010. Cet album contient le témoignage de Frank Zappa devant le Sénat américain le 19 septembre 1985, à l'occasion des débats initiés par le PMRC, association militant contre les paroles de musique, en particulier le rock, contenant des allusions au sexe, à la violence ou à la drogue. Le texte, lu par Zappa est accompagné de morceaux inédits composés au synclavier. Ce témoignage en faveur de la liberté d'expression peut être entendu, en extraits, dans l'album Frank Zappa Meets the Mothers of Prevention dont le morceau Porn Wars est un collage mêlant extraits au Sénat, morceaux au synclavier et enregistrements vocaux.

Cet album reste un album vocal, les compositions au synclavier ne représentant que trois minutes de l'enregistrement total.

## Liste des titres
1. Congress Shall Make No Law — 32 min 46 s
2. Perhaps in Maryland — 10 min 54 s
3. thou shalt have no other gods before Me — 2 min 56 s
4. thou shalt not make unto thee any graven image - any likeness of anything in heaven above, nor in the earth beneath, nor in the water under the earth — 2 min 31 s
5. thou shalt not take the name of the Lord thy God in vain — 2 min 26 s
6. thou shalt keep holy the Sabbath day — 2 min 05 s
7. thou shalt honor thy father and thy mother — 2 min 21 s
8. thou shalt not Kill — 2 min 06 s
9. thou shalt not commit adultery — 55 s
10. thou shalt not steal — 39 s
11. thou shalt not bear false witness against thy neighbor — 1 min 48 s
12. thou shalt not covet the house of thy neighbor, the wife of thy neighbor, nor his male servant, nor his female servant, nor his ass, nor anything that belongs to thy neighbor — 1 min 13 s
13. Reagan at Bitburg some more — 1 min 10 s